# Sismo da Costa Rica de 2009
O sismo de 2009 na Costa Rica ocorreu em 8 de janeiro de 2009, e chegou a 6,1 graus na escala sismológica de magnitude de momento, sendo o país mais afetado a Costa Rica, além da Nicarágua. Este foi considerado o sismo mais grave da região nos últimos 100 anos.
O epicentro foi em uma área turística ao norte da capital, San José, perto do vulcão Poás

## Impactos
De acordo com estimativas das autoridades locais, 34 pessoas morreram, incluindo duas crianças. Além disso, pelo menos 64 pessoas ficaram feridas, e 91 pessoas ficaram desaparecidas. Conforme avaliações preliminares, as perdas econômicas podem chegar a mais de US$ 100 milhões. Duas povoações ficaram completamente isoladas, deixando centenas de pessoas também isoladas do resto do mundo. A maior parte das vítimas morreram quando um deslizamento de terra ocorreu perto da cachoeira 'La Paz', perto do vulcão Poás. 452 pessoas, incluindo 369 turistas, tiveram que ser retirados por helicóptero de um hotel da região, que fica a cerca de 4 km da cidade de Vara Blanca. A região ficou sem água e eletricidade, porém as linhas telefônicas continuaram funcionando.
Pelo menos 1.244 pessoas ficaram desalojadas ou desabrigadas; 1.078 pessoas tiveram que recorrer a abrigos emergenciais, tais como escolas e tendas. Além do hotel perto do vulcão Poás, várias residências, rodovias e veículos foram danificados ou destruídos. A cidade de Cinchona foi a mais afetada; praticamente todas as construções da cidade foram danificadas ou destruídas. O fornecimento de eletricidade para a capital, San José, ficou temporariamente interrompida. A Comissão Nacional de Emergência da Costa Rica colocou em alerta uma vasta região da zona central do país, que inclui a capital e as cidades de Cartago, Alajuela e Heredia, onde vivem 2,5 milhões dos 4 milhões da população total do país. "Se houver (mais) gente desaparecida, as famílias irão nos avisar. É improvável que haja desaparecidos que não tenham sido informados ainda", disse o presidente da comissão.
As equipes de resgate tiveram dificuldades em chegar às regiões mais afetadas e isoladas, que estavam sob fortes tempestades de chuva e neve, além de enfrentarem as quedas de árvores, rochas e linhas elétricas derrubadas nas estradas. Nos locais atingidos, houve deslizamentos de terra que soterraram casas e carros. A condição instável dos terrenos foi um empecilho para as equipes que procuraram sobreviventes entre os escombros.

## Após o terremoto
A Cruz Vermelha da Costa Rica enviou cerca de 400 voluntários para ajudar nos esforços de resgate e de reconstrução. Segundo a Cruz Vermelha, "Cerca de 42 comunidades foram seriamente afetadas e sustentam severos danos à infraestrutura civil, principalmente a interrupção do fornecimento de eletricidade. Essas localidades realmente precisam de muita ajuda." A Comissão Nacional de Emergências da Costa Rica requereu helicópteros para auxiliar nos esforços de ajuda. Além disso, os Estados Unidos e a Colômbia despacharam helicópteros para a Costa Rica para auxiliar nos esforços de resgate e de reconstrução.
A China fez uma doação de US$100 mil, para reconstrução das áreas atingidas e resgate das vítimas. O governo espanhol também doou 285.000 dólares às vítimas do sismo.
O presidente do país, Óscar Árias Sanchez, anunciou quatro dias de luto nacional, entre os dias 13 e 16 de janeiro, em homenagem às vítimas. Na fase de luto nacional, todas as atividades de entretenimento foram suspensas, inclusive a Fiesta de Palmares. Em 13 de janeiro, o "Banco de Costa Rica" anunciou que iria oferecer crédito para os que foram atingidos pelo terremoto, que auxiliaria na recuperação ou na reconstrução de suas residências.